# Pseudoneureclipsis mot
Pseudoneureclipsis mot is een schietmot uit de familie Dipseudopsidae. De soort komt voor in het Oriëntaals gebied.